# Bezirksamt Buchen

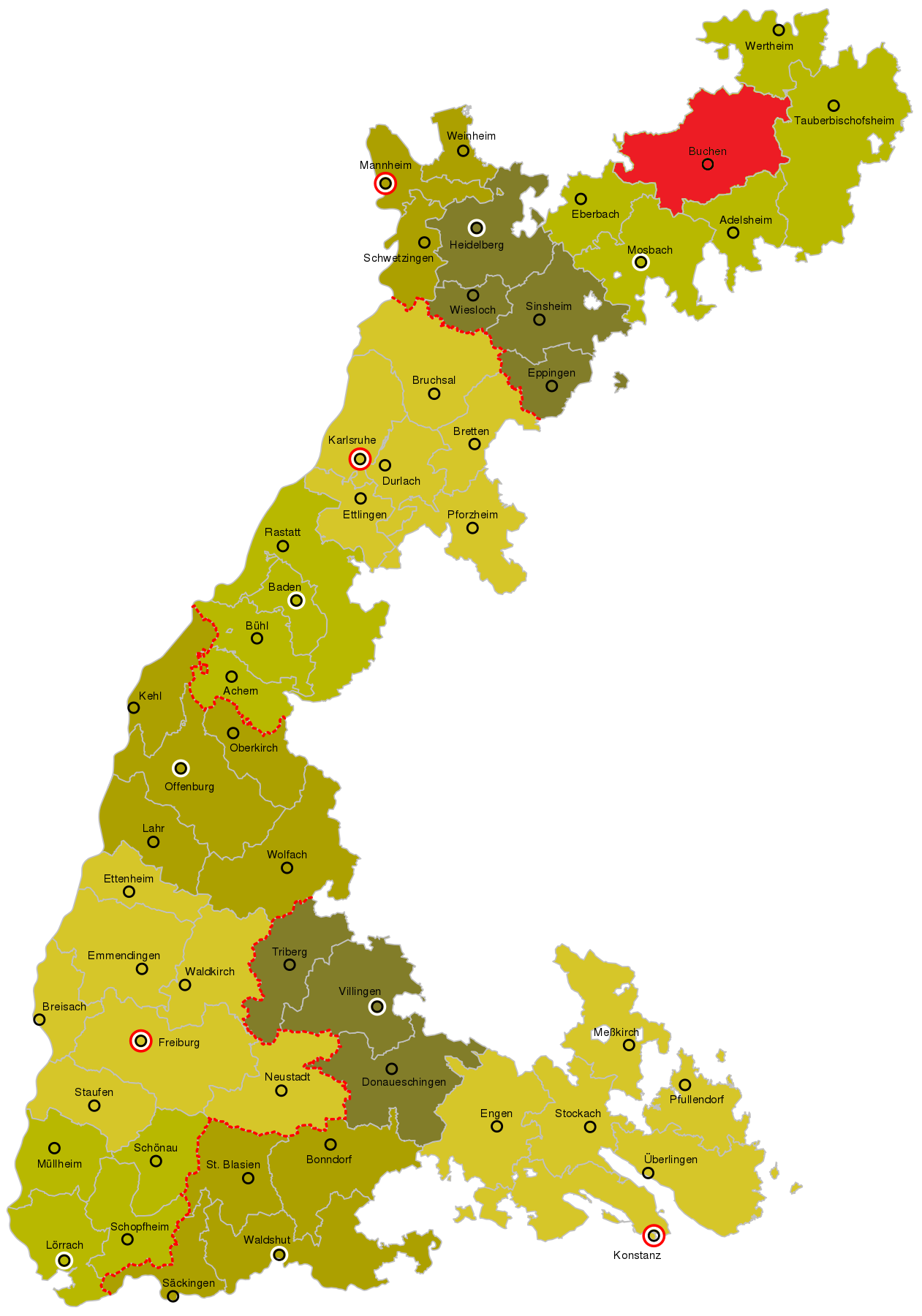
Lage des Bezirksamts Buchen in Baden (1890)

Das Bezirksamt Buchen, zunächst Amt Buchen, dann bis 1813 Justizamt Buchen, war eine von 1807 bis 1939 bestehende Verwaltungseinheit im Norden des Landes Baden mit Sitz in Buchen. Nach einigen Verwaltungsreformen liegt sein Gebiet seit 1973 großenteils im baden-württembergischen Neckar-Odenwald-Kreis.

## Lage

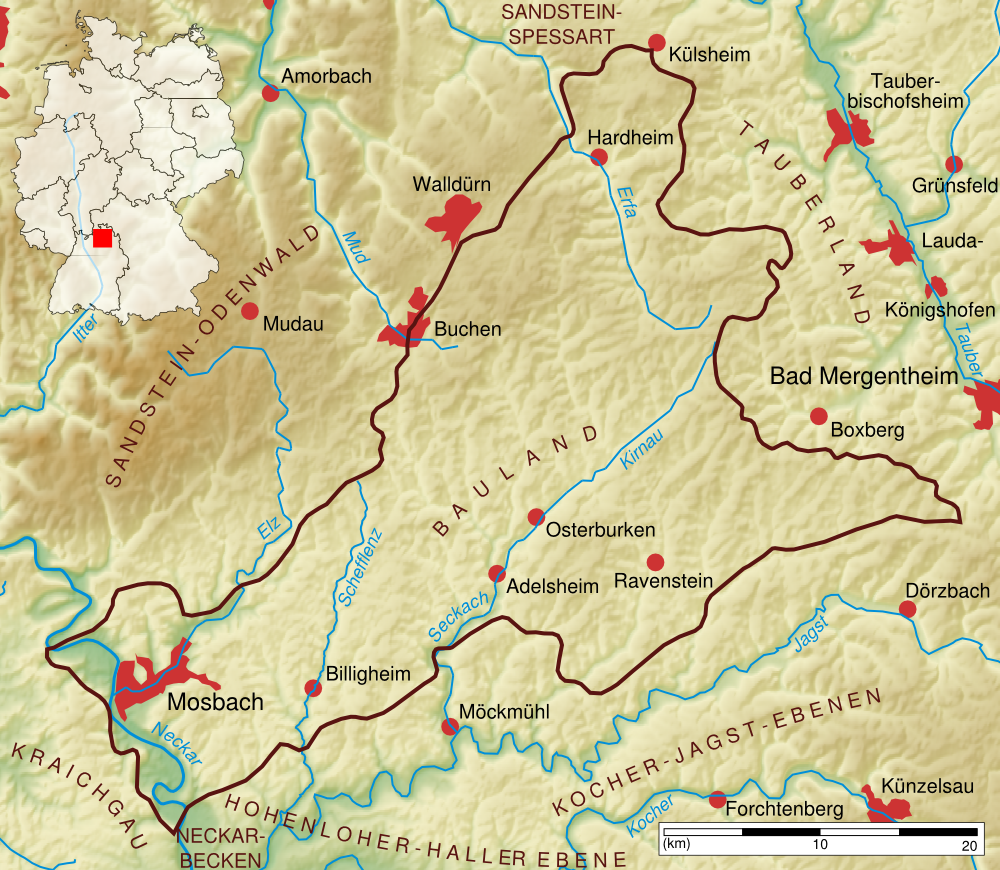
Karte des Baulands, mit angrenzendem Odenwald

Der Amtsbezirk teilte sich in einen nordwestlichen, im Buntsandstein-Odenwald um die Einzugsgebiete der Oberläufe von Mud und Elz gelegenen Teil, der Südosten zählte zum Bauland. Nach der Zuweisung der Gemeinden mehrerer aufgelöster benachbarter Ämter reichte er im Süden punktuell über diese Landschaften hinaus bis zur Jagst.

## Geschichte

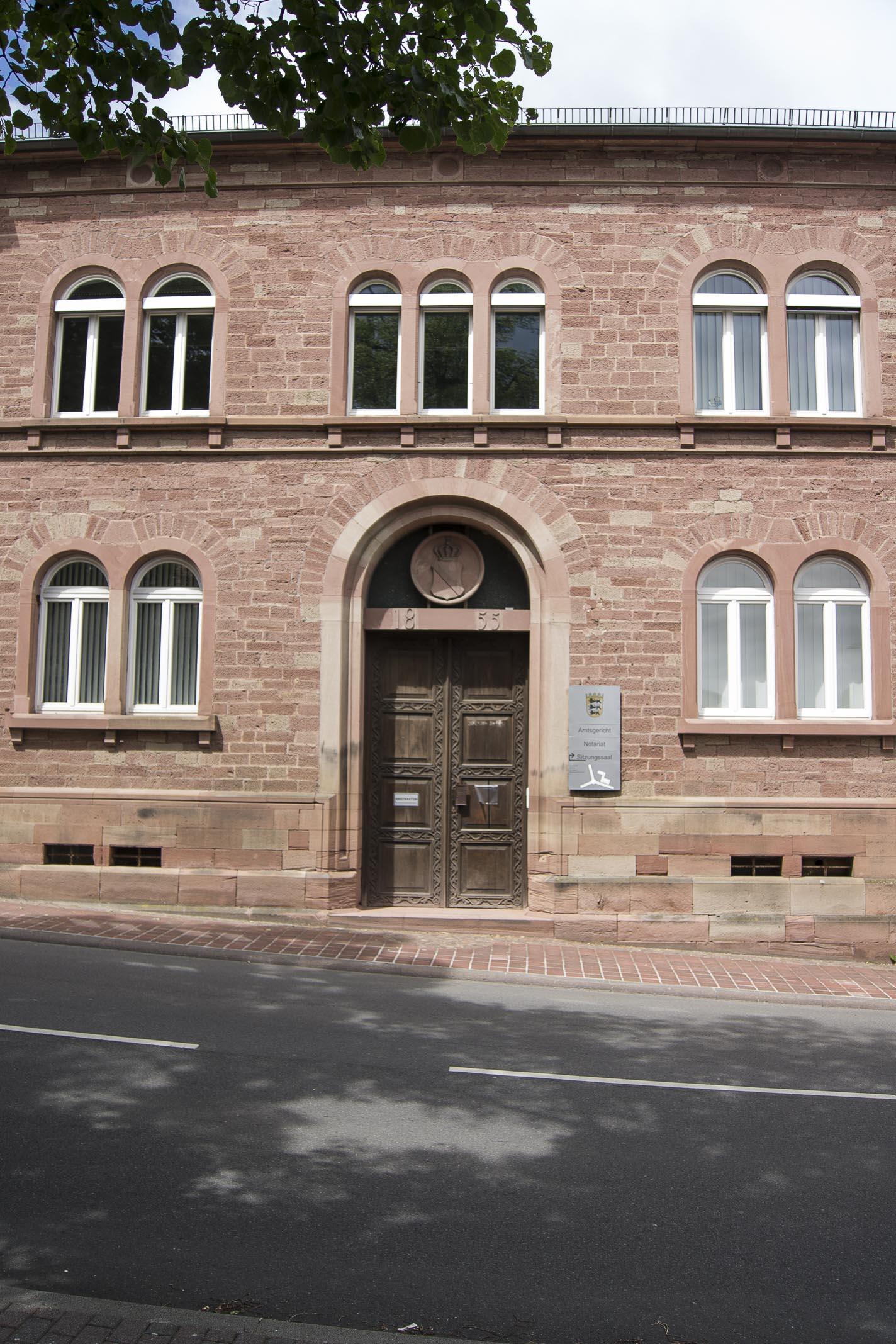
Das Amtshaus in Buchen

Das Amt wurde im Sommer 1807 als standesherrlicher Verwaltungsbezirk eingerichtet. Anlass war, dass das Fürstentum Leiningen 1806 durch die Rheinbundakte mediatisiert und dieser Bereich der badischen Landeshoheit unterstellt worden war. Die Orte hatten vor dem Inkrafttreten des Reichsdeputationshauptschlusses 1803 unter kirchlicher Landeshoheit von Kurmainz gestanden, die Einwohner waren daher weit überwiegend katholischen Glaubens. Die Stadt Buchen war Sitz einer kurmainzischen Amtsvogtei gewesen, die dem Oberamt Amorbach unterstellt war.
Im Dezember 1807 kam es zu einer ersten Veränderung der Struktur: das Bezirksamt wurde in die drei als Justizämter bezeichneten Ämter Buchen, Mudau und Burken zerlegt. Zugleich wurde mit den Landvogteien eine neue Oberbehörde als Zwischenebene eingeführt, Buchen wurde der Landvogtei Mosbach zugeordnet. 1813 wurden die Ämter Buchen und Mudau erneut zusammengeführt, Burken blieb als Bezirksamt Osterburken eigenständig. Zuständige Oberbehörde wurde jetzt das neu geschaffene Kriminalamt Tauberbischofsheim.
Sitz der Verwaltung war ab 1844 das nach Plänen von August Moosbrugger erbaute Gebäude in der Amtsstraße. Im Zuge der Trennung der Rechtsprechung von der Verwaltung 1857 wurde Buchen Sitz eines Amtsgerichts.
Abgesehen vom Wechsel einzelner Ortschaften blieb der Umfang des Amtsbezirk ab 1849 im Allgemeinen konstant. Größere Zuwächse brachten allerdings die Zuordnung der Gemeinden der aufgelösten Bezirksämter Walldürn 1872 (teilweise) und Adelsheim 1936 (vollständig). Mit Inkrafttreten der Landkreisordnung vom 24. Juni 1939 wurde das Bezirksamt in den Landkreis Buchen umgewandelt.

## Gemeinden und Einwohner

### 1825
Zum Zeitpunkt seiner Aufteilung im Dezember 1807 umfasste das Amt Buchen diese 33 Orte:
- Verbleib beim Amt Buchen: Altheim, Buchen, Götzingen, Hainstadt, Hettingen, Hollerbach und Unterneudorf.
- Zum Amt Burken: Hemsbach, Osterburken, Seckach, Schlierstadt, Seligental, Waidachshof und Zimmern.
- Zum Amt Mudau: Auerbach, Donebach, Einbach, Hesselbach Langenelz, Limbach, Mörschenhardt, Mudau, Neubrunn, Oberneudorf, Oberscheidental, Rumpfen, Reisenbach,  Scheringen, Schloßau, Steinbach, Stürzenhardt, Unterscheidental und Schöllenbach.

Zeitgleich mit der Vereinigung der Justizämter Buchen und Mudau kamen 1813 noch Rinschheim sowie die grundherrschaftlichen Orte Bödigheim mit Faustenhof, Glashof, und Roßhof, Waldhausen sowie Laudenberg hinzu.
Für 1825 wird von diesen 32 Ortschaften und Einwohnerzahlen berichtet:
Als Fürstlich-Leiningensche Orte:
- Buchen: 2330
- Altheim: 989
- Auerbach: 119
- Dörntal, Kudach und Helmstheim: 42
- Dumbach: 329
- Einbach: 125
- Götzingen: 733
- Hettingen: 909
- Hollerbach: 148
- Langenelz: 251
- Limbach: 388
- Mörschenhardt: 104
- Mudau mit Ünglert: 1148
- Neubrunn: 93
- Oberneudurf: 131
- Oberscheidental: 221
- Reisenbach: 241
- Rinscheim: 297
- Rumpfen: 86
- Scheringen: 251
- Schloßau: 406
- Schöllenbach: 29
- Steinbach: 380
- Stürzenhardt: 98
- Unterneudorf: 137
- Unterscheidental: 185
- Waldhausen: 363

Als grundherrschaftliche Orte:
- Bödigheim, mit Faustenhof, Glashof und Roßhof: 618 (Gh: Rüdt von Collenberg-Bödigheim)
- Hainstadt: 1166 (Gh: Fürstlich Leiningen und Rüdt von Collenberg-Eberstadt je zur Hälfte)
- Laudenberg: 288 (Gh: Adelsheim-Sennfeld und Oberschloß)

### 1864
1837 wurde Neubrunn aufgelöst, stattdessen entstand dort Ernsttal als abgesonderte Gemarkung. Schöllenbach, ebenfalls eine abgesonderte Gemarkung, wechselte 1872 zum Bezirksamt Eberbach. Im Oktober 1840 wurden ein fehlender Anteil von Hainstadt sowie Hettigenbeuern, außerdem von Adelsheim die Orte des ursprünglichen Justizamtes Burken Buchen zugewiesen, im Gegenzug gingen Waldhausen, Laudenberg, Bödigheim an Adelsheim und Altheim an Walldürn. Der Austausch mit Adelsheim wurde 1849 rückgängig gemacht, außerdem wechselte Eberstadt von Adelsheim zu Buchen.
1864 lebten im Amtsbezirk 14.915 Menschen. Sie verteilten sich auf 29 Gemeinden:
- Auerbach: 117 Einwohner
- Bödigheim: 915 Einwohner
- Buchen: 2.280 Einwohner
- Donebach: 438 Einwohner
- Eberstadt: 625 Einwohner
- Einbach: 154 Einwohner
- Götzingen: 819 Einwohner
- Hainstadt: 1.174 Einwohner
- Heidersbach: 485 Einwohner
- Hettingen: 1.188 Einwohner
- Hettigenbeuren: 297 Einwohner
- Hollerbach: 175 Einwohner
- Langenelz: 293 Einwohner
- Laudenberg: 309 Einwohner
- Limbach: 491 Einwohner
- Mörschenhardt: 289 Einwohner
- Mudau: 1.247 Einwohner
- Oberneudorf: 179 Einwohner
- Oberscheidental: 251 Einwohner
- Reisenbach: 421 Einwohner
- Rinschheim: 405 Einwohner
- Rumpfen: 93 Einwohner
- Scheringen: 297 Einwohner
- Schloßau: 633 Einwohner
- Steinbach: 417
- Stürzenhardt: 113
- Unterneudorf: 122
- Unterscheidental: 249
- Waldhausen: 439

### 1913

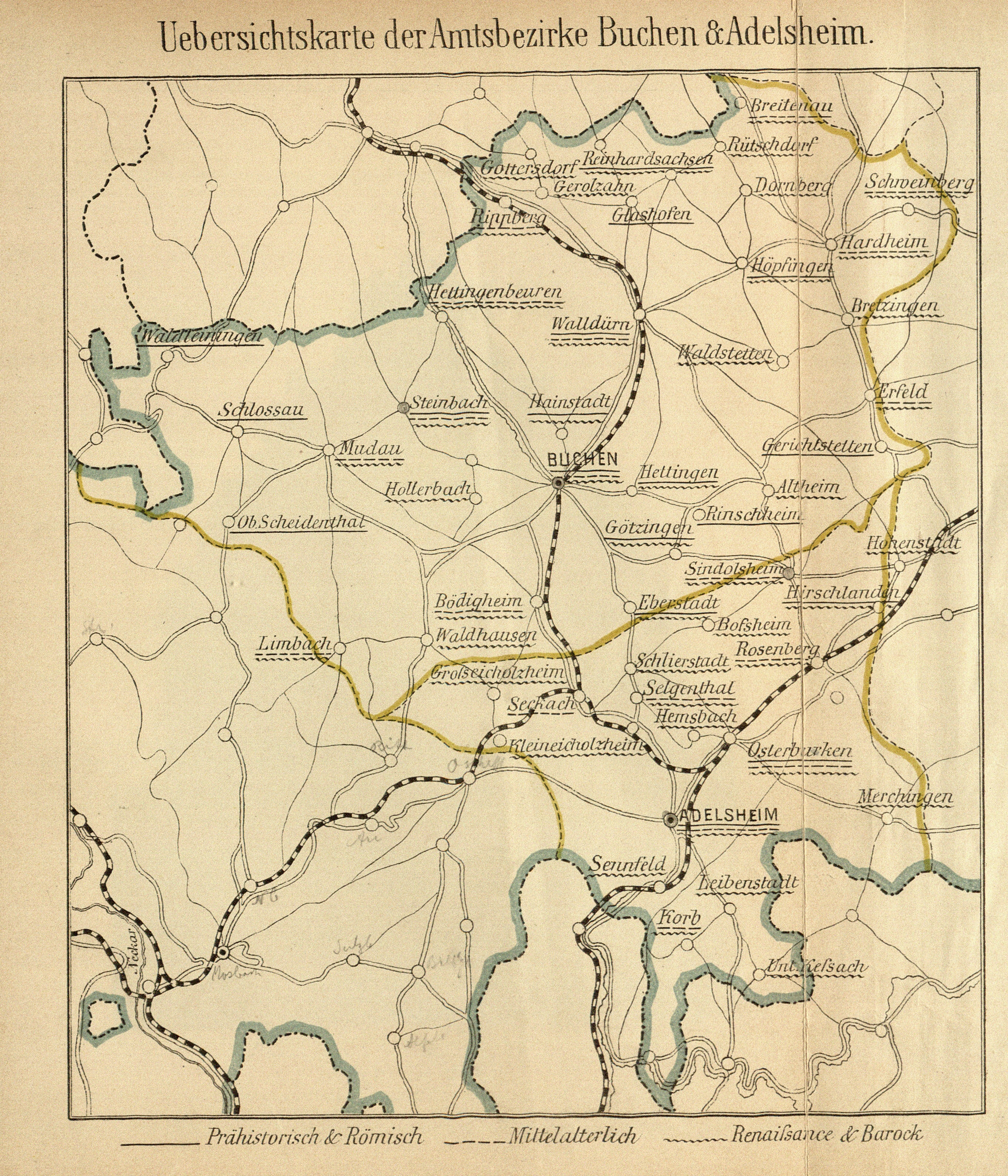
Karte der Amtsbezirke Buchen und Adelsheim, 1901

Die zehn 1872 vom Bezirksamt Walldürn zugeteilten Orte waren der Hauptort Walldürn sowie Altheim, Gerolzahn, Glashofen, Gottersdorf, Hornbach, Kaltenbrunn, Reinhardsachsen, Rippberg und Wettersdorf. 1879 wurden Erfeld und Gerichtstetten vom Bezirksamt Tauberbischofsheim sowie Bretzingen, Dornberg, Hardheim, Höpfingen, Rütschdorf, Schweinberg, Vollmersdorf und Waldstetten vom Bezirksamt Wertheim zu Buchen umgesetzt. Reisenbach ging Anfang 1900 zum Bezirksamt Eberbach.
1910 hatte das Bezirksamt 28.121 Einwohner, davon 1.411 evangelisch, 26.366 römisch-katholisch, 3 altkatholisch, 22 übrige Christen, und 319 Juden. Sie verteilten sich 1913 auf 48 Gemeinden und sechs abgesonderte Gemarkungen:
- Buchen: 2.205 Einwohner
- Walldürn: 3.787 Einwohner
- Altheim: 1.109, davon in Helmstheim 23 und in Kudach 34
- Auerbach: 154 Einwohner
- Bödigheim: 735 Einwohner
- Bretzingen: 591 Einwohner
- Dornberg: 138 Einwohner
- Dumbach: 1.320 Einwohner
- Eberstadt: 464 Einwohner
- Einbach: 212 Einwohner
- Erfeld: 446 Einwohner
- Gerichtstetten: 741 Einwohner
- Gerolzahn: 281 Einwohner, davon in Kummershof 10
- Glashofen: 230 Einwohner
- Gottersdorf: 146 Einwohner
- Götzingen: 862 Einwohner
- Hainstadt: 1.056 Einwohner
- Hardheim: 2.156 Einwohner
- Heidersbach: 521 Einwohner
- Hettigenbeuren: 321 Einwohner
- Hettingen: 1.304 Einwohner
- Hollerbach: 149 Einwohner
- Höpfingen: 1.500 Einwohner
- Hornbach: 243 Einwohner
- Kaltenbrunn: 66 Einwohner
- Langenelz: 315 Einwohner
- Laudenberg: 334 Einwohner
- Limbach: 525 Einwohner
- Mörschenhardt: 165 Einwohner
- Mudau: 1.217 Einwohner
- Oberneudorf: 131 Einwohner
- Oberscheidental: 304 Einwohner
- Reinhardsachsen: 163 Einwohner
- Rinschheim: 341 Einwohner
- Rippberg: 569 Einwohner
- Rumpfen: 93 Einwohner
- Rütschdorf: 91 Einwohner, davon in Breitenau 7
- Scheringen: 293 Einwohner
- Schloßau: 695 Einwohner
- Schweinberg: 703 Einwohner, davon in Hoffeld 34
- Steinbach: 407 Einwohner
- Stürzenhardt: 125 Einwohner
- Unterneudorf: 119 Einwohner
- Unterscheidenthal: 216 Einwohner
- Vollmersdorf: 89 Einwohner
- Waldhausen: 391 Einwohner
- Waldstetten: 705 Einwohner
- Wettersdorf: 152 Einwohner

Als abgesonderte Gemarkung mit eigener polizeilicher Verwaltung:
- Ernsttal: 58 Einwohner

### 1939
Limbach wurde 1921 zum Bezirksamt Mosbach umgesetzt. Das 1900 nach Eberbach gewechselte Reisenbach kehrte 1924 zurück. Vom 1936 aufgelösten Bezirksamt Adelsheim kamen 36 Gemeinden hinzu. Dem gegenüber reduzierte sich die Zahl der Gemeinden durch Eingemeindungen und einen Zusammenschluss um 19. Betroffen waren im Frühjahr 1935 Gerolzahn, Gottersdorf, Kaltenbrunn und Reinhardsachsen (zu Glashofen), Hornbach (zu Hettingenbeuren), Ober- und Unterneudorf (zu Hollerbach), Ober- und Unterscheidental (als Scheidental vereinigt), Auerbach und Mörschenhardt (zu Schlossau), Scheringen und Einbach (zu Waldhausen), Dornberg, Rütschdorf und Vollmersdorf (zu Wettersdorf), im Herbst 1935 Rumpfen und Stürzenhardt (zu Steinbach) sowie 1936 Donebach und Langenelz (zu Mudau). Die abgesonderten Gemarkungen waren, wie in der Gemeindeordnung von 1921 vorgesehen, aufgelöst, ihr Gebiet benachbarten Gemeinden zugeteilt worden. Somit umfasste der Amtsbezirk zum Zeitpunkt seiner Umwandlung in den Landkreis Buchen 65 Gemeinden:
1. Adelsheim: 1.575 Einwohner
2. Altheim: 1.030 Einwohner
3. Ballenberg: 425 Einwohner
4. Berolzheim: 643 Einwohner
5. Bödigheim: 614 Einwohner
6. Bofsheim: 353 Einwohner
7. Bretzingen: 529 Einwohner
8. Bronnacker: 170 Einwohner
9. Buch am Ahorn: 366 Einwohner
10. Buchen 2.463 Einwohner
11. Eberstadt: 420 Einwohner
12. Erfeld 410 Einwohner
13. Erlenbach: 321 Einwohner
14. Eubigheim: 602 Einwohner
15. Gerichtstetten: 745 Einwohner
16. Glashofen: 797 Einwohner
17. Götzingen: 771 Einwohner
18. Gommersdorf: 551 Einwohner
19. Großeicholzheim: 651 Einwohner
20. Hainstadt: 951 Einwohner
21. Hardheim: 2.259 Einwohner
22. Heidersbach: 418 Einwohner
23. Hemsbach: 101 Einwohner
24. Hettigenbeuern 526 Einwohner
25. Hettingen: 1.325 Einwohner
26. Hirschlanden: 376 Einwohner
27. Höpfingen: 1.735 Einwohner
28. Hohenstadt: 263 Einwohner
29. Hollerbach: 356 Einwohner (1939)
30. Horrenbach: 62 Einwohner
31. Hüngheim: 439 Einwohner
32. Kleineicholzheim: 180 Einwohner
33. Klepsau: 360 Einwohner
34. Korb: 394 Einwohner
35. Krautheim: 769 Einwohner
36. Laudenberg: 300 Einwohner
37. Leibenstadt: 370 Einwohner
38. Merchingen: 746 Einwohner
39. Mudau: 1.904 Einwohner
40. Neunstetten: 387 Einwohner
41. Oberndorf: 154 Einwohner
42. Oberwittstadt: 650 Einwohner
43. Osterburken: 1.485 Einwohner
44. Reisenbach: 418 Einwohner
45. Rinschheim: 327 Einwohner
46. Rippberg: 483 Einwohner
47. Rosenberg: 703 Einwohner
48. Ruchsen: 247 Einwohner
49. Scheidental: 461 Einwohner
50. Schillingstadt: 519 Einwohner
51. Schlierstadt: 692 Einwohner
52. Schlossau: 998 Einwohner
53. Schweinberg: 594 Einwohner
54. Seckach: 837 Einwohner
55. Sennfeld: 818 Einwohner
56. Sindolsheim: 515 Einwohner
57. Steinbach: 538 Einwohner
58. Unterkessach: 335 Einwohner
59. Unterwittstadt: 171 Einwohner
60. Waldhausen: 808 Einwohner
61. Waldstetten: 625 Einwohner
62. Walldürn: 4.102 Einwohner
63. Wettersdorf: 398 Einwohner
64. Winzenhofen: 242 Einwohner
65. Zimmern: 424 Einwohner

## Weitere Entwicklung
Bei der Kreisreform 1973 wurde der Landkreis Buchen aufgelöst. Seine Gemeinden wurden zum weit überwiegenden Teil mit denen des Landkreises Mosbach zum Neckar-Odenwald-Kreis zusammengeschlossen, einzelne fielen auch an den Main-Tauber-Kreis, den Landkreis Heilbronn oder den Hohenlohekreis. Das 1872 an das Bezirksamt Eberbach abgetretene Schöllenbach kam über den Landkreis Heidelberg ebenfalls 1973 zum Rhein-Neckar-Kreis.

## Übergeordnete Behörden
Die übergeordneten Behörden waren:
- 1807–1809 die Provinz des Unterrheins oder der Badischen Pfalzgrafschaft mit Sitz in Mannheim
- 1809–1832 der Main- und Tauberkreis mit Sitz in Wertheim
- 1832–1864 der Unterrheinkreis mit Sitz in Mannheim
- ab 1864 der Landeskommissärbezirk Mannheim, außerdem gehörten die Gemeinden dem neu gegründeten Kreisverband Mosbach an.

## Leiter der Verwaltung
Die Leitung der Verwaltung, als Amtmann oder Oberamtmann und später Landrat, hatten inne:
- 1824–1825: Gottfried Weber
- 1825–1827: Carl Beck
- 1827–1834: Joseph Lang
- 1834–1838: Moritz Sigel
- 1838–1844: Philipp Lichtenauer
- 1844–1848: Makarius Felleisen
- 1849–1855: Ludwig Orff
- 1855–1862: Hermann Baader
- 1862–1866: Franz Lumpp
- 1866–1871: Johann Gruber
- 1871–1876: Carl Dietz
- 1876–1877: Otto Winterer
- 1877–1882: Martin Friederich
- 1882–1884: Robert Benckiser
- 1884–1885: Albert Muth
- 1885–1889: Otto Braun
- 1889–1892: Alois Wagner
- 1892–1896: Johann Wild
- 1896–1900: August Wendt
- 1900–1902: Otto Seidenadel
- 1902–1907: Karl Kamm
- 1907–1912: Leopold Gräser
- 1912–1926: Karl Billmaier
- 1926–1929: Joseph Rozzoli